# Meireles Junior

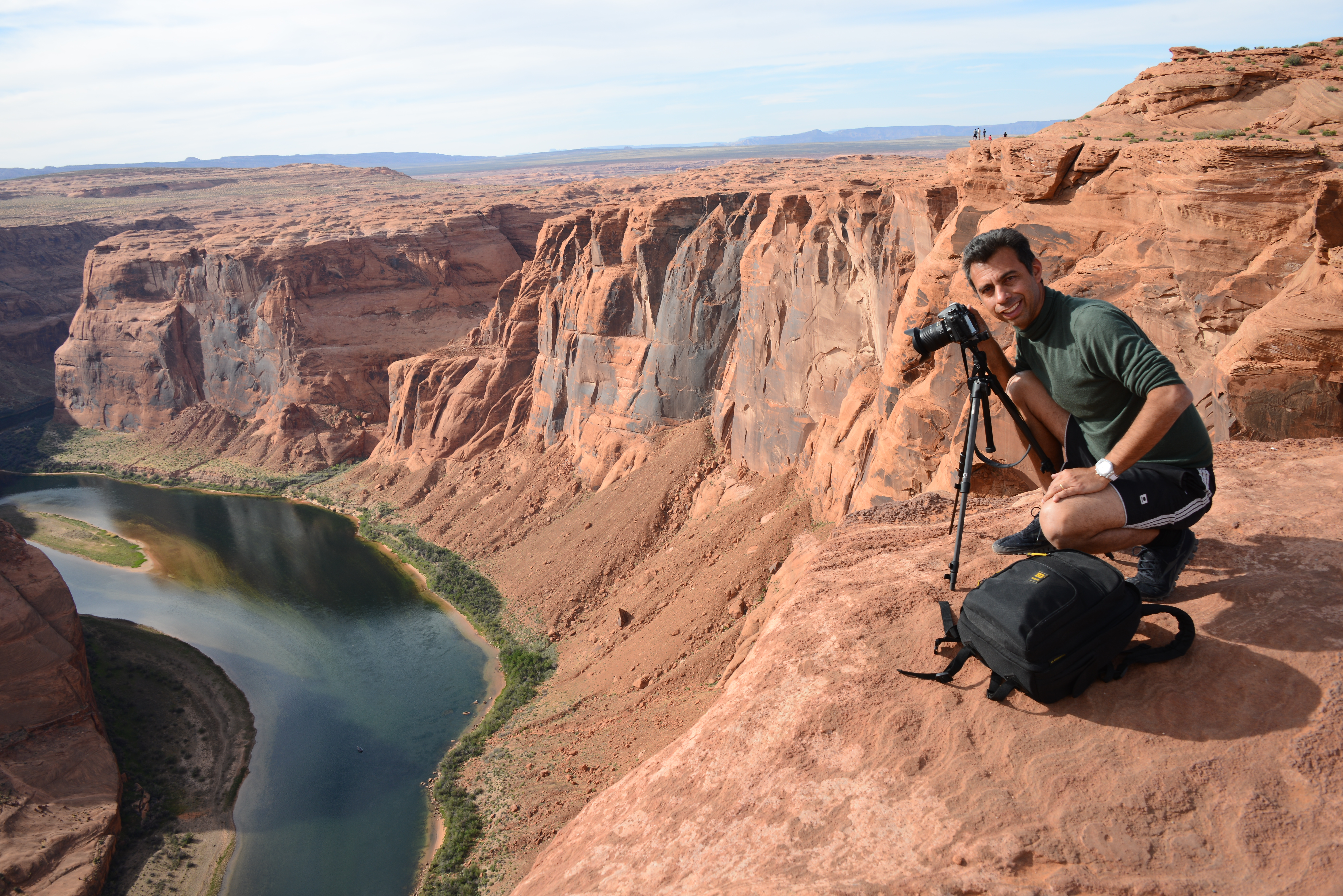
Meireles Junior durante captação de imagens para livro sobre os Lençóis Maranhenses e o Grand Canyon (2015)

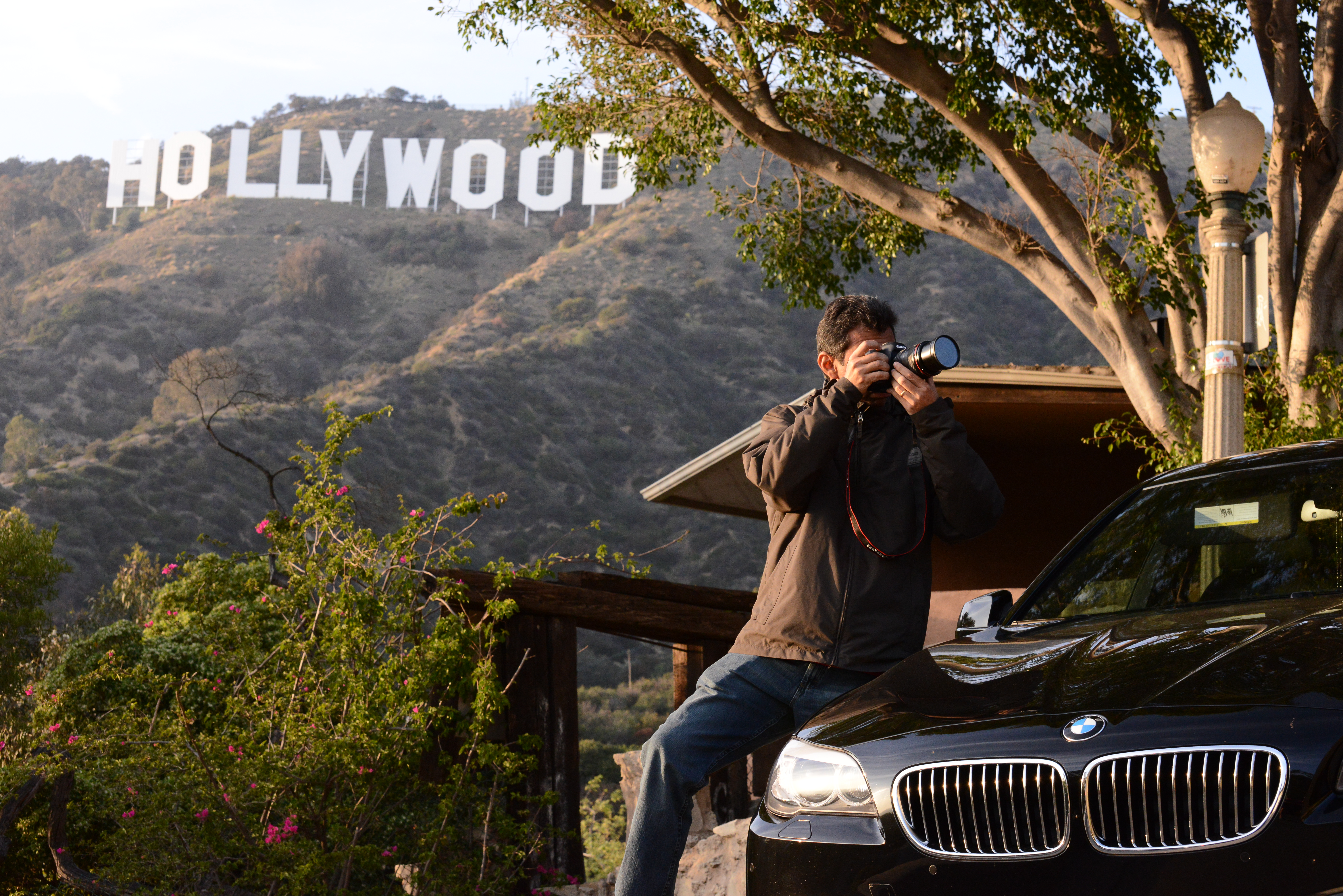
Meireles Junior durante registro de fotos para o livro Sobrenatural (2013)

Meireles Junior é designer de formação, e iniciou carreira como fotógrafo em 1995. Fotógrafo internacionalmente conhecido desenvolveu, ao longo dos anos, sua técnica apurada, que lhe rendeu premiações e grande apreço do público. Retrata e exalta as belezas do Maranhão, já tendo publicado sete livros: Lume (2001); Descobrindo os Lençóis Maranhenses (2003); Entre o Céu e Terra – Maranhão Patrimônio de Imagens (2008); 400 Anos Luz (2012); Sobre São Luís (2014); Sobrenatural: Impressões sobre os Lençóis Maranhenses (2016) e o Grand Canyon e, a sua mais recente obra, "Manguezais, Raízes Maranhenses" (2019). .
Em seus 27 anos de carreira, Meireles foi convidado para eventos e mostras internacionais por todo o mundo. No ano de 2018 expôs o seu trabalho “Entre o Céu e a Terra - Maranhão Patrimônio de Imagens” na Fundação Maurice Ravel, em Paris, tendo sido exposto também nas cidades de Nova York, em Curitiba, em Brasília. . O fotógrafo também expôs a sua obra "Manguezais, Raízes Maranhenses" na Bienal de Arquitetura de Veneza, uma exposição internacional realizada a cada dois anos em anos pares em Veneza, Itália. .

## Obras Publicadas
2019 – Manguezais Raízes Maranhenses, contempla uma das maiores riquezas naturais do estado do Maranhão, que é o Manguezal, predominante no litoral maranhense desde a foz do Gurupi até a foz do Periá, considerado como um ecossistema complexo e um dos mais produtivos .
2017 –  Entre o Céu e Terra - Maranhão Patrimônio de Imagens Audiovisual 2ª edição e 400 Anos Luz Audiovisual 2ª edição os trabalhos ganham nova edição, o acréscimo de fotos e da tecnologia. Através de um aplicativo, as fotografias se transformam em vídeos, sons e várias trilhas sonoras produzidas pelo músico maranhense Marcelo Rebelo, que aparecem em Realidade Aumentada no dispositivo móvel.
2016 - Sobrenatural, Parque Nacional dos Lençóis Maranhenses. A mais de 8 mil quilômetros dali, outro patrimônio natural: o Grand Canyon, no deserto do Arizona, Estados Unidos. Explorar as belezas e mistérios entre esses dois extremos foi o desafio assumido pelo fotógrafo Meireles Jr.
2014 – Sobre São Luís, mostra a visão da cidade de um ângulo mais inusitado, o ângulo dos pássaros, produzindo imagens realmente singulares.
2012 - 400 Anos Luz, que vai a fundo registrar as peculiaridades de povos descobridores, colonizadores e invasores, que foram fundamentais para a formação cultural e social da ilha.
2008 - Entre o Céu e Terra - Maranhão Patrimônio de Imagens, cujo tema principal a cidade de São Luís - histórica e moderna, juntamente com fauna e flora e as riquezas culturais do estado do Maranhão.
2004 - Descobrindo os Lençóis Maranhenses, um documento em imagens de singular importância sobre o Parque Nacional dos Lençóis Maranhenses.
2001 - Lume, que retrata os encantos arquitetônicos e culturais de Paris, Roma, Portugal e São Luís, sua terra natal.